# Bethanienkirche (München)

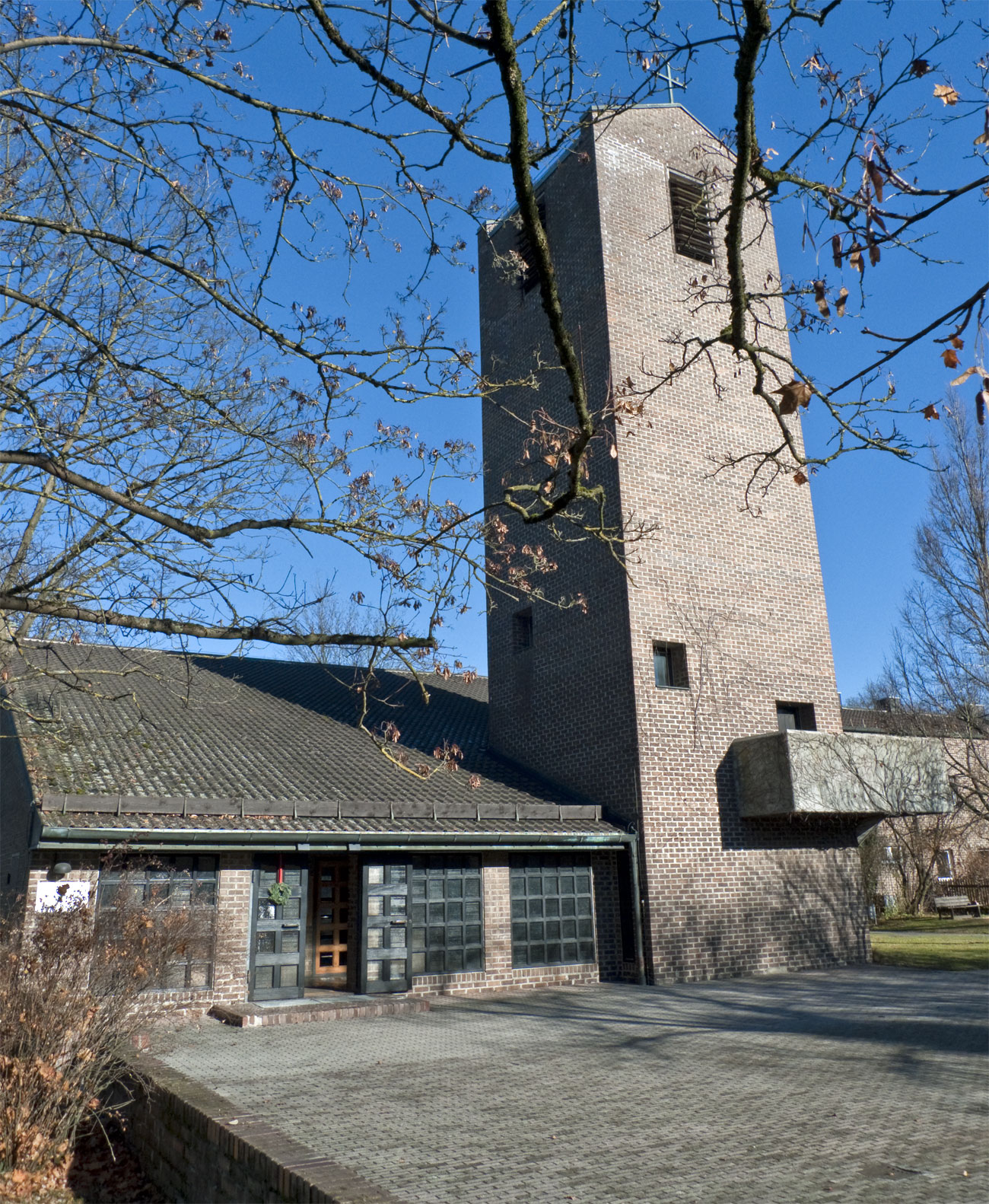
Bethanienkirche

Die Bethanienkirche ist eine evangelisch-lutherische Kirche in München-Feldmoching. 
Der Name leitet sich vom biblischen Ort Bethanien ab. Sie wurde am 12. Juli 1964 eingeweiht. Das Kirchweihfest findet jährlich am zweiten Sonntag im Juli statt.
Die Kirche ist ein Ort des Kulturgeschichtspfads Feldmoching-Hasenbergl.

## Geschichte
Das Grundstück auf dem Kirche, Gemeindehaus und Pfarrhaus stiftete Fr. Kunigunde Griffel aus Feldmoching. Schon seit 1931 trafen sich im Haus von Fr. Kunigunde Griffel in der Eberhartstr. 11 (auf der gegenüberliegenden Straßenseite) regelmäßig evangelische Gemeindeglieder als Hausgemeinde. 1936 schenkte Frau Griffel dieses Haus und das gegenüberliegende Grundstück der Gesamtkirchengemeinde München und es wurde im Haus ein Betsaal für Gottesdienste eingerichtet. Seit 1948 fanden in diesem Betsaal jeden Sonntag Gottesdienste statt. Auf dem Hintergrund der wachsenden Gemeindemitgliederzahlen wurde der Kirchbau auf dem Grundstück Eberhartstraße 10 angestrebt.

## Architektur
Das Kirchengebäude mit dem dazugehörenden Gemeindehaus und Pfarrhaus wurde in den Jahren 1963–64 erbaut, der Architekt war Johannes Ludwig. Die Bauaufsicht hatte Architekt Christian Parche, die Bauausführung die Firma Heinrich Nagelschneider. 
Das Erscheinungsbild der Kirche mit dem 20 m hohen Kirchturm ist durch das Sichtmauerwerk aus hartgebrannten Lochhauser Ziegeln bestimmt. Dadurch erhält das gesamte Ensemble einen nordischen Charakter. 
Die Kirche verfügt über 140 Sitzplätze.
Der untere Turmraum direkt neben dem Foyer ist als Werktagskapelle gedacht.

## Glocken
Die drei Glocken im Kirchturm tragen die Namen der Geschwister von Bethanien: Lazarus (102 cm Durchmesser, 620 kg), Maria (87 cm Durchmesser, 370 kg) und Martha (76 cm Durchmesser, 260 kg). Diese sind im Rahmen der Ökumene mit der römisch-katholischen St. Peter und Paul-Kirche abgestimmt.

## Innenraum
Der Gottesdienstraum ist schlicht gehalten und klar strukturiert. Taufstein, Altar und Kanzel als Orte der Sakramente (Taufe und Abendmahl) und des Wortes Gottes stehen gleichberechtigt nebeneinander.

### Altarkreuz
Über dem Altar befindet sich ein großes, golden-patiniertes Holzkreuz. Es wurde vom Bildhauer Karlheinz Hoffmann gestaltet und im Jahr 1984 anlässlich des 20-jährigen Kirchweihfestes aufgehängt. Es diente als Vorlage für das Logo der Kirchengemeinde, das im Jahr 2002 eingeführt wurde. 
Vor der Umgestaltung im Jahr 1984 trug der Altar ein dunkles Altarkreuz (schwarzes Eisen und Bergkristall). Das ehemalige Altarkreuz und die Altarleuchter, die weiterhin in Benutzung sind, schuf Herbert Altmann.

### Fenster hinter dem Taufstein
Das Betonglasfenster über dem Taufstein – von Alpheda Puluj-Hohenthal – präsentiert in dynamischer Beziehung die Elemente Geist (symbolisiert in der Taube), Feuer und Wasser.

### Lichterbaum
Der Lichterbaum links neben dem Taufstein wurde im Jahr 1998 von Waldemar Martin entworfen und von Gustav Stolz gefertigt. Im Grundriss zu erkennen ist eine Sonne mit sechs Sonnenstrahlen und die sechs Ecken des Davidssterns. 12 Kerzen gliedern die Eckpunkte. Insgesamt 24 Kerzen schrauben sich in einer Lebensspirale nach oben.

### Orgel

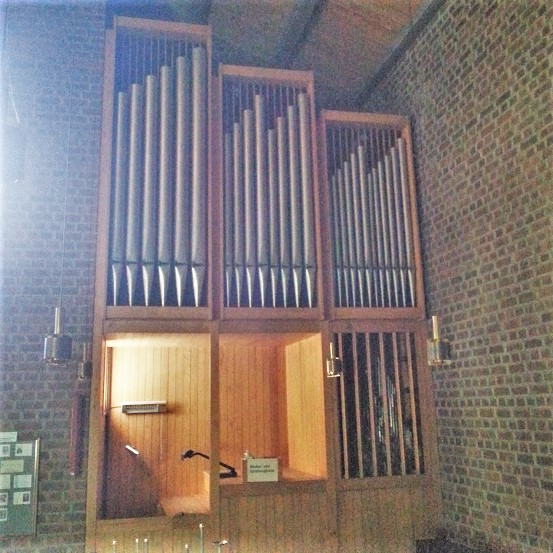
Orgel

Die zweimanualige Orgel wurde im Jahr 1969 von der Firma Stöberl aus München erbaut und installiert. Sie verfügt über 14 Register und hat folgende Disposition
| I Hauptwerk C–g3 |       |
| Grobgedackt      | 8′    |
| Praestant        | 4′    |
| Nasat            | 2 ⁄3′ |
| Oktave           | 2′    |
| Mixtur IV        | 1 ⁄3′ |

| II Schwellwerk C–g3 |       |
| Rohrflöte           | 8′    |
| Spitzgamba          | 8′    |
| Koppelflöte         | 4′    |
| Flachflöte          | 2′    |
| Spitzquinte         | 1 ⁄3′ |

| Pedal C–f1   |     |
| Subbass      | 16′ |
| Offenbass    | 8′  |
| Kleingedackt | 4′  |
| Fagott       | 8′  |

- Koppeln: I/II, I/P, II/P

## Gemeinde
Die Bethanienkirche gehört zur Gemeinde Kapernaumkirche.
Diese besteht aktuell (2013) aus etwa 3700 Mitgliedern. Das Gemeindegebiet erstreckt sich im Münchner Nord-Westen über die Stadtteile Fasanerie-Nord, Feldmoching, Lerchenau, Lerchenauer See und Ludwigsfeld. Die Kapernaumkirche mit dem Pfarramt befindet sich in der Siedlung am Lerchenauer See.
Mit zur Gemeinde gehörte die im Jahr 2005 aus Kostengründen aufgegebene Golgathakirche in Ludwigsfeld. Sie wurde im Jahr 1967 eingeweiht. Der Kirchenbau bestand als sogenannte „Notkirche“ des Kirchenbaumeisters Otto Bartning seit dem Jahr 1952 auf dem Gelände des ehemaligen Konzentrationslagers Dachau. Er wurde dort abgebrochen und in Ludwigsfeld 1967 wieder aufgebaut.